# Castell de l'Albi
El castell de l'Albi és un edifici de l'Albi (Garrigues) declarat bé cultural d'interès nacional. Actualment se'n conserven les ruïnes, situades al cim del tossal que domina la vila, a prop de la serra de la Llena. El castell era una defensa sarraïna, junt amb els propers castells de Cervià i Vilosell, del valiat de Siurana contra el comtat de Barcelona. A partir del segle xvi, fou ampliat i transformat en un castellpalau d'estil renaixentista.

## Descripció
Castell edificat en un tossal que domina el poble. És una construcció on hi conviuen bàsicament elements romànics, gòtics i renaixentistes. Coincideix, a més, que l'ampliació es fa en un moment d'impàs entre el gust plateresc i el primer barroc. Ens trobem doncs, davant d'un conjunt força singular. L'arquitectura que assolí abans de la guerra de 1640 era comparable a la del castell d'Arbeca. Les aportacions del renaixement seran només detalls ornamentals.

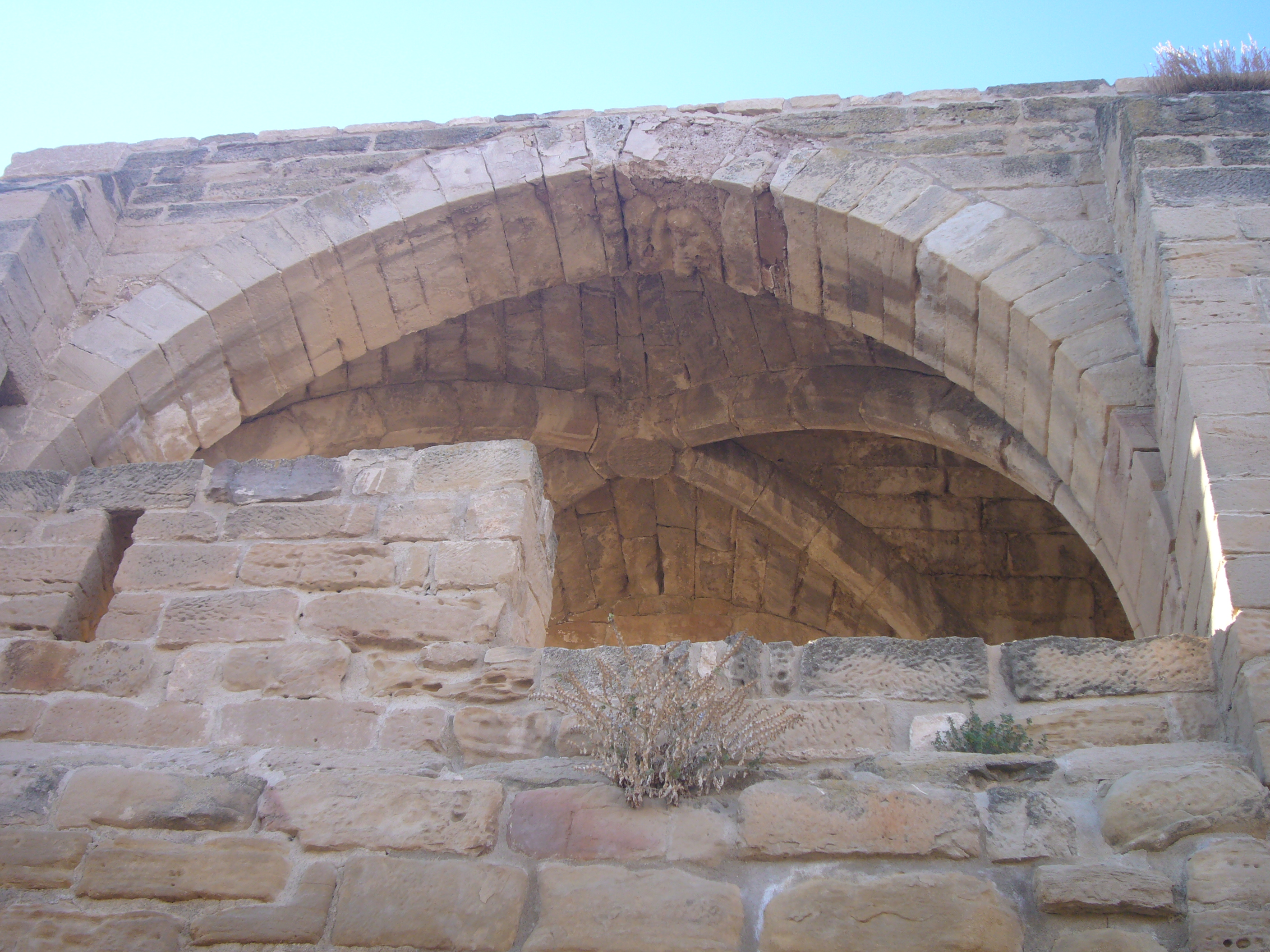
Castell de l'Albi. Darrere la porta d'entrada hi ha una volta de motllures encreuades, a la clau de la qual hi ha diversos escuts (agost 2011)

Més que una fortalesa era una construcció senyorial disposada en planta irregular concentrada amb una forma trapezoïdal organitzada al voltant del pati. L'entrada al recinte es feia per un portal adovellat del segle xiv i tot el palau voltava el pati central amb la gran escala descoberta del segle xvi amb unes grans arcades de mig punt, esveltes columnes renaixentistes i grans galeries d'estructura clàssica. Els murs exteriors tenen finestralls de traç senzill ja del segle xviii. Les ales occidental i meridional estan fetes amb part dels murs perimetrals exteriors, això s'ha associat a un moment vers el segle xvi quan s'adequa la fortalesa com a residència. La planta noble s'hi arribava per una monumental escala, partint del pati central, obra dels Erill- Cardona. Els Cartellà- Sabastida acabaren d'arrodonir el conjunt en època del neoclàssic.
Les estructures més antigues es conserven al pati nord, en destaca una cambra semisoterrada, coberta amb volta de canó reforçada amb arcs torals de mig punt. Possiblement hauria estat un celler. La torre de planta quadrada és també un dels elements més antics. Està ubicada a l'extrem est del turó i es recolza en una estructura anterior. Està coberta amb volta apuntada i la porta és un arc de mig punt. També hi ha restes d'un mur perimetral datat al segle xiii al costat nord, fet de carreus regulars units amb morter.

## Història
La primera referència que tenim del castell és de l'any 1166 quan Guillem de Cervera en rebé la propietat sota la potestat Alfons I de Catalunya. El 1168 tornem a tenir-ne notícies quan Guillem de Timor subinfeudà el castell a Ferrer de Llindars i a la seva esposa Ermessenda de la Guàrdia. Vers el 1178 Alfons I, havent ja caigut el darrer reducte sarraí de Siurana, donà el «castrum de Albio» a Guillem de Cervera.

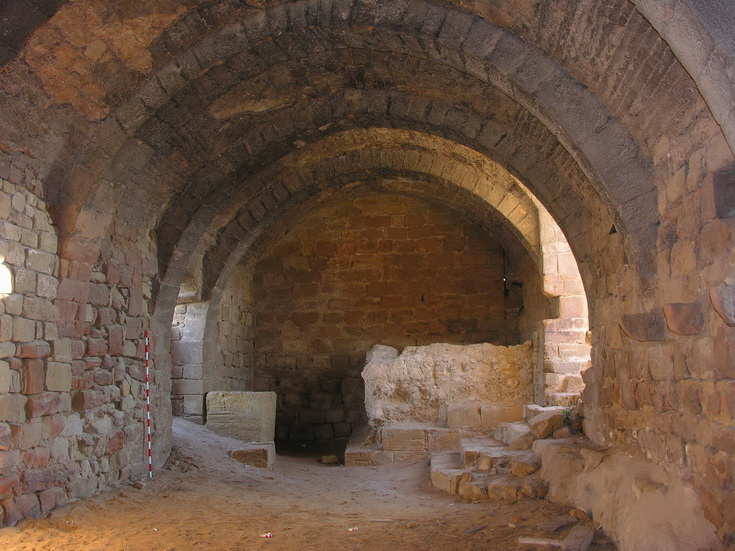
Castell de l'Albi. Sala de Castell (gener 2006)

La senyoria passà per diverses mans; l'any 1336 era de Sibil·la de Montcada, muller d'Eimeric de Centelles. El 1365-70, el fogatjament del «loch del albi» tenia 119 focs i era de Ramon Pere. El 1396, la baronia estava en mans de Lluís de Mur. L'any 1444, per matrimoni, la baronia de l'Albi passà a mans dels Cardona a través d'Hug de Cardona i de Centelles, per passar als Erill (segles XV-XVI), als Cartellà (segle xvii), als Ardena-Sabastida, als Rocabruna (segle xviii) i als Montoliu (segle xix).
El 1202 està documentat que es trobava en construcció; es basteix entre 1200 i 1400. El 1359 es fa donació de la baronia de l'Albi i Cervià a Elionor de l'Albi. Aquest castell fou engrandit i modificat a les darreries del segle xv amb unes estructures gòtiques i sobretot al segle xvi, quan esdevé un notable palau renaixentista.
Els llinatges Cardona- Mur i Erill feren de la fortalesa medieval una de les mansions més sumptuoses i refinades de Catalunya. Segons les restes arqueològiques i la documentació es pot saber que l'obra romànica es realitzà en temps dels Cervera i els Timor; la gòtica és de temps dels barons Ramon-Pere i Mur-Cardona; del renaixement al barroc, foren els Erill-Cartellà i Sabastida.
Tot i que abans ja es trobava en condicions precàries, des de la Guerra civil espanyola (1936-1939) es troba en ruïnes i només resten dempeus alguns murs i dos cellers degut a l'espoli que patí. L'any 1977 el baró de l'Albi, Carles de Montoliu i Carrasco, feu donació a l'Ajuntament de l'Albi del castell dels seus avantpassats.